# Hope Hampton
Hope Hampton, nata Mae Elizabeth Hampton (Houston, 19 febbraio 1897 – New York City, 23 gennaio 1982), è stata un'attrice e cantante statunitense.

## Biografia
Nata a Houston, nel Texas, e cresciuta a Filadelfia, vinse un concorso di bellezza e fu scoperta da Jules Brulatour, produttore pioniere del cinema, mentre lavorava come comparsa del regista Maurice Tourneur. Debuttò nel 1920 con A Modern Salome e interpretò altri film prodotti da Brulatour, sposato nel 1923. Il matrimonio durò fino alla morte del marito, avvenuta nel 1946.
Ritiratasi dagli schermi poco prima dell'avvento del sonoro, Hampton si dedicò all'opera, debuttando come soprano in Manon, rappresentata dalla Philadelphia Grand Opera. Tornò ancora al cinema nel 1938 per recitare nel western The Road to Reno, con Randolph Scott, e poi per l'ultima volta nel 1961, in Balliamo insieme il twist. Morì a New York nel 1982 per un attacco cardiaco.

## Filmografia parziale

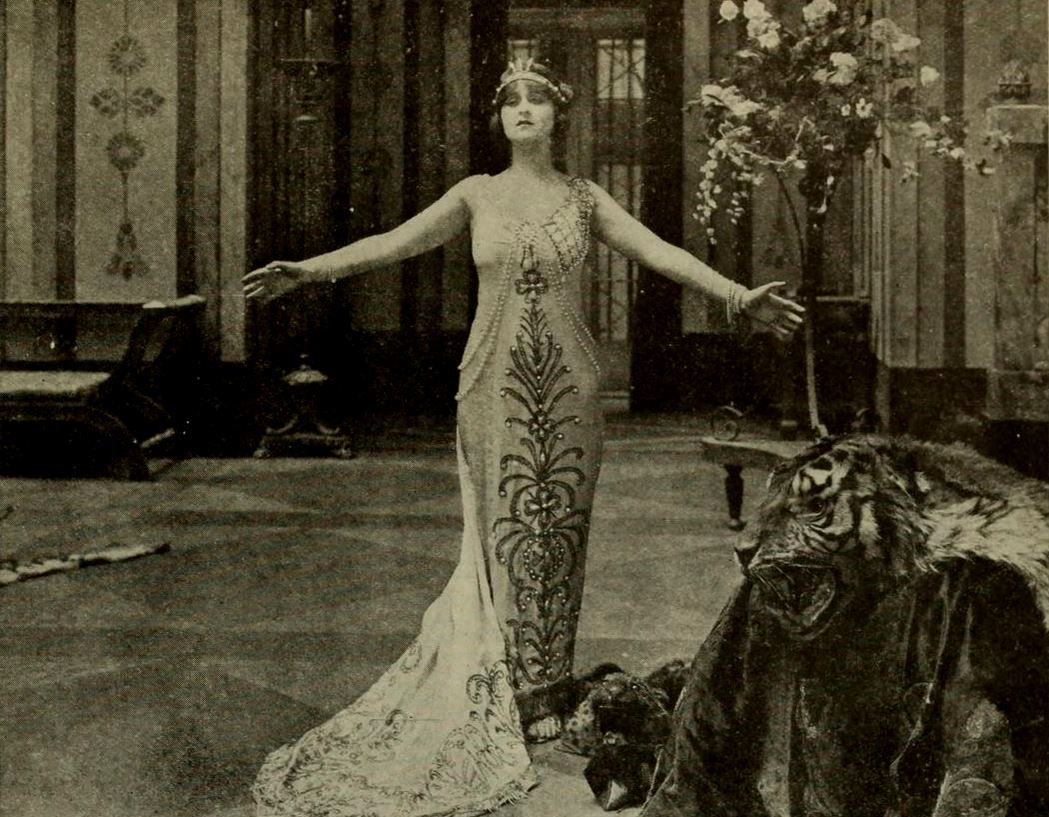
Hope Hampton in Stardust

- Max boxeur par amour, regia di Max Linder (1912)
- A Modern Salome (1920)
- The Bait (1921)
- Stardust (1922)
- L'onesta segretaria (1923)
- Hollywood, regia di James Cruze (1923)
- The Truth About Women (1924)
- Fifty-Fifty (1925)
- The Unfair Sex (1926)
- The Road to Reno, regia di S. Sylvan Simon (1938)
- Balliamo insieme il twist (1961)